# ¡¡Al Ataque!! (revista de Ediciones B)
¡¡Al ataque!!, subitulada la revista semanal más chachipilongui, fue una revista satírica española, publicada en 1993 por la editorial barcelonesa Ediciones B. Con un precio de 125 pesetas por ejemplar, alcanzó los 23 números. Fue su director Miguel Pellicer.

## Características
!!Al ataque!! fue lanzada por Alfonso Arús, aprovechando la fama que había obtenido su programa de televisión homónimo emitido desde el año anterior por Antena 3. La mayoría de las historietas estaban basadas en personajes del programa televisivo, junto con algunos chistes de actualidad y diversos fotomontajes deliberadamente cutres. Incluía las siguientes series:
| Años | Números  | Título                   | Guionista           | Dibujante           |
| ---- | -------- | ------------------------ | ------------------- | ------------------- |
| 1993 | 1-22, 24 | Si... fuera...           | Jaume Ribera        | Pikágoras           |
| 1993 | 1-22, 24 | Crónica deportiva        | Ramis               | Ramis               |
| 1993 | 1-22, 24 | El otro Micael           | Idígoras y Pachi    | Idígoras y Pachi    |
| 1993 | 1-22, 24 | Mayormente Fabrique      | Jaume Rovira Freixa | Jaume Rovira Freixa |
| 1993 | 1-22, 24 | ¡Qué mala suerte!        | Juan                | Juan                |
| 1993 | 1-22, 24 | Vanesa la terrible dulce | Joaquín Cera        | Joaquín Cera        |
| 1993 | 1-22, 24 | La tira de tiras         | Joaquín Cera        | Joaquín Cera        |

|-